# Giovanni Romano (calciatore 1931)
Giannino Romano, detto Gianni (Basiliano, 21 agosto 1931 – Udine, 24 agosto 2010), è stato un calciatore italiano, di ruolo portiere.

## Carriera
Nella sua carriera ha difeso la porta di Udinese (in Serie A e B), del Venezia (in Serie C) e della Juventus (dove ha giocato una sola partita in massima serie).
Il 29 maggio 1955 ha difeso la porta della formazione B della Nazionale di calcio dell'Italia nella gara disputata ad Atene contro l'omologa squadra della Grecia, valevole per la II edizione della Coppa del Mediterraneo e conclusasi sullo 0-0.

## Palmarès

### Club

#### Competizioni nazionali
- Serie B: 1

Udinese: 1955-1956